# Ranier
Ranier és una població dels Estats Units a l'estat de Minnesota. Segons el cens del 2000 tenia 188 habitants.

## Demografia
Segons el cens del 2000, Ranier tenia 188 habitants, 76 habitatges, i 50 famílies. La densitat de població era de 483,9 habitants per km².
Dels 76 habitatges en un 28,9% hi vivien nens de menys de 18 anys, en un 50% hi vivien parelles casades, en un 3,9% dones solteres, i en un 32,9% no eren unitats familiars. En el 27,6% dels habitatges hi vivien persones soles l'11,8% de les quals corresponia a persones de 65 anys o més que vivien soles. El nombre mitjà de persones vivint en cada habitatge era de 2,3 i el nombre mitjà de persones que vivien en cada família era de 2,78.
Per edats la població es repartia de la següent manera: un 22,3% tenia menys de 18 anys, un 3,7% entre 18 i 24, un 26,1% entre 25 i 44, un 26,1% de 45 a 60 i un 21,8% 65 anys o més.
L'edat mediana era de 43 anys. Per cada 100 dones de 18 o més anys hi havia 100 homes.
La renda mediana per habitatge era de 39.375 $ i la renda mediana per família de 49.375 $. Els homes tenien una renda mediana de 50.875 $ mentre que les dones 25.833 $. La renda per capita de la població era de 20.784 $. Cap de les famílies estaven per davall del llindar de pobresa.

## Poblacions més properes
El següent diagrama mostra les poblacions més properes.